# Andrzej Potyra
Andrzej Marian Potyra (ur. 14 sierpnia 1952 w Barlinku) – polski samorządowiec, w latach 2006–2010 oraz w latach 2018–2024 starosta powiatu myśliborskiego, w latach 2010–2014 wicestarosta, a od 2014 do 2018 roku członek zarządu powiatu.

## Życiorys
Jest synem Zofii i Kazimierza.

### Działalność samorządowa
W wyborach samorządowych w 2002 roku kandydował z list KWW Wspólnie Dla Powiatu do rady powiatu myśliborskiego w okręgu 1. Został wybrany radnym uzyskując 368 głosów (4,35%). Dołączył do Platformy Obywatelskiej. W wyborach samorządowych w 2006 roku uzyskał reelekcję jako radny kandydując z list PO. Uzyskał wówczas 423 głosy (5,63%). 4 grudnia tego samego roku został wybrany starostą. Odpowiadał za przebudowę drogi łączącej północną część miasta Barlinek z drogą wojewódzką 156, przebudowę mostu na rzece Myśli w miejscowości Zarzecze oraz budowę trzech ogólnodostępnych boisk.
W wyborach samorządowych w 2010 roku ponownie został wybrany radnym powiatu myśliborskiego z list PO, uzyskując 797 głosów (9,68%). 2 grudnia tego samego roku na funkcji starosty zastąpił go Arkadiusz Mazepa, a on został powołany na wicestarostę. W wyborach w 2014 roku uzyskał reelekcję uzyskując 130 głosów (1,90%). Po wyborach został powołany członkiem zarządu powiatu.
W wyborach samorządowych w 2018 roku został ponownie wybrany radnym powiatu uzyskując 275 głosów (3,88%). 17 listopada tego samego roku został ponownie wybrany starostą powiatu. W wyborach samorządowych w 2024 roku bezskutecznie ubiegał się o mandat radnego Barlinka, uzyskał 110 głosów. 7 maja tego samego roku na funkcji starosty zastąpił go Robert Dudek.

## Odznaczenia i wyróżnienia
- Odznaka Honorowa za Zasługi dla Samorządu Terytorialnego (2015)[15][16]